# Белышиха
Белышиха — деревня в составе Ивановского сельского поселения Шарьинского района Костромской области России.

## География
Деревня расположена на автодороге Урень — Шарья — Никольск — Котлас Р157, при речки Игошихе.

## История
В конце XVIII века деревня принадлежала Фёдору Глебовичу Салтыкову, сыну Салтычихи.
Согласно Спискам населенных мест Российской империи в 1872 году деревня относилась к 2 стану Ветлужского уезда Костромской губернии. В ней числилось 12 дворов, проживало 43 мужчины и 44 женщины.
Согласно переписи населения 1897 года в деревне проживал 161  человек (69 мужчин и 92 женщины).
Согласно Списку населенных мест Костромской губернии в 1907 году деревня относилась к Печенкинской волости Ветлужского уезда Костромской губернии. По сведениям волостного правления за 1907 год в деревне числилось 34 крестьянских двора и 153 жителя. Основным занятием жителей деревни был рогожный промысел.
До 2010 года деревня относилась к Печёнкинскому сельскому поселению.

## Население
| 2008 | 2010 | 2014 |
| ---- | ---- | ---- |
| 6    | ↗8   | ↘5   |